# Calyptridium
Calyptridium, rod sjevernoameričkog bilja raširenog od zapadne Kanade do sjeverozapadnog Meksika. Rod je opisan 1838. i uključen u porodicu bunarkovki (Montiaceae), a pripada mu 12 priznatih vrsta.
Tipična vrsta je C. monandra jednogodišnja zeljasta biljka iz pustinjskih krajeva američkog Jugozapda.

## Vrste
1. Calyptridium arizonicum (J. T. Howell) M. G. Simpson, M. Silveira & Guilliams
2. Calyptridium hesseae (J. H. Thomas) Hershk.
3. Calyptridium martirense (Guilliams, M. G. Simpson & Rebman) Hershk.
4. Calyptridium monandrum Nutt.
5. Calyptridium monospermum Greene
6. Calyptridium nevadense (J. T. Howell) Hershk.
7. Calyptridium parryi A. Gray
8. Calyptridium pulchellum (Eastw.) Hoover
9. Calyptridium pygmaeum Parish ex Rydb.
10. Calyptridium quadripetalum S. Watson
11. Calyptridium roseum S. Watson
12. Calyptridium umbellatum (Torr.) Greene

## Sinonimi
- Spraguea Torr.